# 南花市大街
39°53′39″N 116°25′17″E / 39.89423°N 116.42139°E
南花市大街，是北京市东城区东南部的一条南北向大街。

## 简介
南花市大街的前身是珠营胡同。珠营胡同西北起南羊市口街，东南到广渠门内大街。长度为300米，宽4米。因为此地多养猪者，故得名。清朝乾隆年间称猪营儿，光绪时又称朱家湾。1933年《北平地名典》谐音珠营。《宸垣识略》记载“万福寺在花市东潴营”。万福寺即万佛寺，遗址在原先的副食店附近。1965年，将万佛寺后坑、竹篱笆胡同、盆儿胡同、毛家湾、李家大院、安乐胡同并入，统称珠营胡同。2002年危改拆迁，珠营胡同的大部分原址上兴建了新景家园住宅小区。光绪二十六年（l900年），八国联军侵入北京，其中的英国军队建立了一所军医院，起初设于崇文门外花市火神庙内，后迁至珠营胡同，光绪二十七年（1901年）定名为普仁医院并对外开放， 1934年由珠营胡同迁至抽分厂。
珠营胡同附近，原来还有东河漕胡同、旋马胡同、雷家胡同、枣子胡同。东河漕胡同东南起天河巷，西北到珠营胡同，长300米，宽4米，名称来历和演变与北河漕胡同相同，当地菜站在挖下水道时曾经挖出一座石桥的残迹，证明此处原是河道遗址，1965年定名东河漕胡同。旋马胡同北起上堂子胡同，东到雷家胡同，长160米，宽2米，明、清至民国均称旋马上湾和旋马下湾，1965年将旋马上湾、旋马下湾合并定名旋马胡同。雷家胡同北起上堂子胡同，南到东河漕胡同，长154米，宽2.5米，清朝乾隆年间分为北雷家胡同、南雷家胡同，1949年后将南、北雷家胡同合并定名雷家胡同。枣子胡同北起上堂子胡同，南到东河漕胡同，长220米，宽3米，清朝光绪年间称枣子营，因为胡同中原有枣林而得名，民国后称南找子营、北找子营，这里的“找子营”是“枣子营”的谐音，1965年将南、北找子营合并定名枣子胡同，枣子胡同内原有清真寺的坟地，称“礼拜寺坟地”。以上胡同也都在2002年前后被拆除。
2002年9月4日，祈年大街工程以及北京市崇文区南北花市大街至幸福大街道路施工建设工程正式动工。其中后一工程包括幸福大街改造与南花市大街、北花市大街市政道路建设，该工程属北京市城区路网加密工程的重要组成部分。南花市大街是在原珠营胡同的部分基础上改扩建而成，南花市大街起于原珠营胡同南口，中经原雷家胡同北段，到达东花市大街。2002年11月9日，南花市大街、北花市大街正式建成通车，这缓解了崇文区南北交通压力，促进了北京城南路网合理化。南花市大街、北花市大街北起崇文门东大街，南到广渠门内大街，全长780米，路宽40米，是两上两下城市次干道。道路两侧步道宽8米，全部铺设“防滑透气环保砖”，这在北京市道路建设中属于首次。